# Iwan Churs (Schiff)
Die Iwan Churs (russisch Иван Хурс) ist ein SIGINT-Aufklärungsschiff der russischen Seekriegsflotte. Es ist das zweite Schiff der Juri-Iwanow-Klasse (Projekt 18280). Das Schiff wurde nach Vizeadmiral Iwan Kusmitsch Churs benannt, einem für seine Verdienste in der russischen Seeaufklärung geehrten ehemaligen Admiral der russischen Seekriegsflotte. Das Schiff dient wie sein Schwesterschiff, die Juri Iwanow, der Überwachung und Fernmeldeaufklärung feindlicher Leittechnik sowie der elektronischen Kampfführung.

## Daten zum Schiff
Das 95 Meter lange Schiff hat eine Verdrängung von 4.000 Tonnen. Bei einer Geschwindigkeit von 16 Knoten hat die Iwan Churs eine Reichweite von 8.000 Seemeilen. An Bord befindet sich eine Mannschaft von 131 Seeleuten, Aufklärungstechnikern und GRU-Mitarbeitern.
Es ist mit Maschinengewehren des Typs Wladimirow KPW 14,5 × 114 mm bewaffnet. Zur Flugabwehr verfügt es über schultergestützte Flugabwehrraketen 9K38 Igla.

## Dienst
Das Schiff war ursprünglich für den Dienst in der Pazifikflotte vorgesehen, nach dem Sinken des Aufklärers Liman wurde es aber am 25. Mai 2018 in Dienst der Schwarzmeerflotte gestellt. Seit dem Beginn des russischen Überfalls auf die Ukraine wird es nach russischen Angaben eingesetzt, um die Turkstream-Pipeline sowie das russisch-ukrainische Getreideabkommen zu überwachen.

### Angriffe auf das Schiff

#### 2023
Am 24. Mai 2023 wurde die Iwan Churs mit drei Überwasserdrohnen angegriffen. Zu diesem Zeitpunkt befand das Schiff sich in der Wirtschaftszone der Türkei, etwa 140 Kilometer nordöstlich des Bosporus. Das russische Verteidigungsministerium erklärte, alle drei Drohnen seien zerstört worden, und zeigte ein 10-Sekunden-Video von der Zerstörung eines der sich nähernden Boote. Nach offizieller russischer Version wurde die Iwan Churs nicht beschädigt. Am 25. Mai wurde eine von Bord eines der Boote aus gemachte Aufnahme veröffentlicht, die zeigt, dass eine der Drohnen das linke Heck der Iwan Churs erreicht. Wo die Aufnahme endet und die Ergebnisse der wahrscheinlichen Kollision sind nicht sichtbar. Das Video ließ Zweifel an den Behauptungen des russischen Verteidigungsministeriums aufkommen, dass das Schiff nicht beschädigt worden sei. Das ukrainische Militär erklärte später, das Schiff sei beschädigt, aber nicht versenkt worden. Am 26. Mai 2023 lief die Iwan Churs nach einem Bericht des russischen Verteidigungsministeriums in den Hafen von Sewastopol ein und machte an ihrem Stammliegeplatz fest, um Vorräte aufzunehmen. Beschädigungen waren nicht erkennbar, beim Video des russischen Armeekommandos war aber nicht erkennbar, wann es aufgenommen wurde.

#### 2024
In der Nacht zum 24. März wurde das Schiff durch Marschflugkörper beschädigt.